# Епархия Кастаньяла
Епархия Кастаньяла (лат. Dioecesis Castagnalensis de Pará) — епархия Римско-Католической церкви с центром в городе Кастаньял, Бразилия. Епархия Кастаньяла входит в митрополию Белен-до-Пара. Кафедральным собором епархии Кастаньяла является церковь Пресвятой Девы Марии.

## История
29 декабря 2004 года Римский папа Иоанн Павел II выпустил буллу «Ad efficacius providendum», которой учредил епархию Кастаньяла, выделив её из архиепархии Белен-до-Пары и епархии Браганса-до-Пары.

## Ординарии епархии
- епископ Carlos Verzeletti (29.12.2004 — по настоящее время)

## Источник
- Annuario Pontificio, Ватикан, 2007
- Булла Ad efficacius providendum  (лат.)